# هافن‌هوفد
هافن‌هوفد (به هلندی: Havenhoofd) یک منطقهٔ مسکونی در هلند است که در خوری-افرفلاکی واقع شده‌است. هافن‌هوفد c نفر جمعیت دارد.